# 德西蕾·斯科特
德西蕾·斯科特（英語：Desiree Scott，1987年7月31日—），加拿大女子足球运动员。她曾代表加拿大参加2012年、2016年和2020年夏季奥林匹克运动会足球比赛，获得一枚金牌和二枚铜牌。